# Sebastià Juan Arbó
Sebastià Juan Arbó (la Ràpita, Montsià, 28 d'octubre de 1902 - Barcelona, 2 de gener de 1984) va ser un escriptor català. Va conrear la novel·la, el teatre, la biografia, el periodisme i també la traducció. Va ser soci d'honor de l'Associació d'Escriptors en Llengua Catalana.
L'any 2002 es van celebrar els cent anys del seu naixement i el 2022 Amposta va celebrar el seu 120è aniversari i va programar-ne el primer congrés per l'any següent.

## Biografia
Sebastià Juan Arbó va néixer el 27 d'octubre de 1902, a la Ràpita, vila marinera del Montsià. Va pertànyer a una família de pagesos jornalers. Segurament per aquest motiu va haver d'ajudar els seus familiars en l'economia de la casa, treballant d'escrivent en una oficina a partir dels dotze anys un cop es traslladen ell i els seus a la capital de la
comarca limítrofa, Amposta. És allí on, tot i treballar, va anar també a escola. Se’l considerava un jove extravertit, obert, i també actiu, amant de l'esport i de les distraccions de l'època.
La casa on vivien a Amposta pertanyia al senyor Carvallo, i és la senyora Cecília Meyer de Carvallo la que va iniciar a Juan Arbó en l'amor per les lletres; va posar a la disposició del jove la seva àmplia biblioteca. Després del servei militar que va fer a Barcelona, la ciutat li obrí els ulls, i allà és on va descobrir uns horitzons molt més diversos i plurals per a un jove que havia estat criat i havia crescut al camp. A la gran ciutat és on va poder començar la seva carrera com a periodista a La Vanguardia i a l'ABC, i també a algunes editorials.
A poc a poc va anar decidint plasmar sobre el paper tot allò que havia viscut a la seva infantesa, i així fins que l'any 1931 va publicar L’inútil combat. Més endavant escriurà Terres de l'Ebre, Camins de nit, Nausica i Hores en blanc, les obres que més el destaquen, d'entre d'altres. Malauradament, després de la Guerra Civil, va deixar d'escriure, però el 1948 hi tornà, encara que, a partir de llavors en llengua castellana, obres com Tino Costa.
L'any 1950 és nomenat Fill Adoptiu d'Amposta, després d'haver guanyat diversos premis literaris com el Fastenrath,  el Novel·listes i el premi Nadal. Més endavant, es va donar el seu nom a la Biblioteca Comarcal i a una important avinguda de la ciutat d'Amposta. L'escriptor de l'Ebre i dels seus, va morir a Barcelona el 3 de gener de 1984, i va ser enterrat al cementiri de la Ràpita, allà on va néixer.

## Obra
El 1931 va publicar la seva primera novel·la L'inútil combat, protagonitzada per un noi humil que es veu marginat per la seva condició social i que acabarà fugint. La novel·la constituí un esdeveniment dins la literatura catalana i fins i tot l'europea, car s’avançà al tipus de novel·la que, a partir d'obres de Camus i Sartre, rebé després la denominació de novel·la existencialista.
El 1932 va publicar Terres de l'Ebre, la seva obra més coneguda, una novel·la en la qual descriu la situació dels camperols del delta de l'Ebre, oblidats i humils que treballen en una terra poc agraïda i dura, envoltats de la fatalitat i la solitud, que condueixen a la destrucció, i en la qual transforma les seves experiències personals i comunitàries en ficció. Terres de l'Ebre és la història de la lluita per sobreviure de tres generacions d'una mateixa família de pagesos, que supera els límits del ruralisme del Segle XIX per l'acurada tècnica narrativa i la introducció d'una transcendència existencial en la temàtica.
El 1933 va publicar Notes d'un estudiant que va morir boig i el 1935 Camins de nit. Aquestes dues obres seguiren, respectivament, els dos camins assenyalats per les primeres. Les Notes és una obra que ha preocupat constantment l'autor, car n'hi ha unes altres versions: Hores en blanc (Notes d'un estudiant que va morir boig) (1935) apareguda als Quaderns Literaris de Janés i Olivé i L’hora negra (1961); aquesta darrera procedeix de la versió castellana, publicada el 1955. Camins de nit torna al món de la riba de l'Ebre, centrat ací entorn de les amors de Mercè i Marçal, que han de lluitar amb gent que els envolta i amb un passat que, en forma de fatalitat, sembla impedir-los llurs amors. Molt ambiciosa, té, però, moments desiguals. 
Després de la Guerra Civil va deixar de publicar fins que el 1947 publica Tino Costa, amb versions en català i castellà. Tino Costa és considerada la seva obra més important, on conflueixen els dos corrents de les anteriors: al costat de la narració en tercera persona i de l'ambient realista de l'Ebre hom troba el distanciament temporal i espacial i l'heroi existencial, estrany al món on viu, arrossegat per la fatalitat que sent però no comprèn. El 1946 publica una biografia en castellà, Cervantes.
A partir de 1948 va escriure en castellà obres com Sobre las piedras grises(1948) amb el qual guanyà el Premi Nadal de novel·la, i sobretot Martín Caretas (1959). Ens els seus últims anys va tornar al català: Narracions del Delta (1965), L'espera (1968), La masia (1975). Va conrear de manera molt prolífica el periodisme amb articles per La Vanguardia Española, ABC, Destino, Diario de Burgos i El Noticiero Universal, entre d'altres.

## Llista d'obres

### Novel·la
- L'inútil combat. Badalona: Proa, 1931 (Barcelona: Proa, 1969).
- Notes d'un estudiant que va morir boig, 1933. (Barcelona: Club Editor, 2011; Obra refeta amb diversos títols, entre els quals Hores en Blanc).
- Camins de nit. Badalona: Proa, 1935 (Barcelona: Edicions 62, 1987).
- Hores en blanc. Barcelona: Llibreria Catalònia, 1935 (Barcelona: Laia, 1983; Barcelona: Edicions 62, 1991).
- La ciutat maleïda. Barcelona: Llibreria Catalònia, 1935.
- Terres de l'Ebre. Barcelona: Llibreria Catalònia, 1932 (Barcelona: Selecta, 1955; Barcelona: Edicions 62, 1980). (Obra traduïda a l'italià, al francès, a l'alemany i al neerlandès)
- Tino Costa. Barcelona: Àncora, 1947.
- Sobre las piedras grises. Barcelona: Destino, 1949; Barcelona: Destino, 1973 (5ª ed). Guanyadora del Premi Nadal.
- Verdaguer: el poeta, el sacerdot i el món. Barcelona: Aedos, 1952.
- Martín de Caretas. 1955-1959
- María Molinari. Barcelona: Destino, 1957.
- Nocturno de Alarmas. Barcelona: Editorial Éxito, 1957.
- Los hombres de la tierra y el mar. Barcelona: Llibreria Editorial Argos, 1961. (1965 ??)
- L'hora negra seguit de Divertiments: la nit de Sant Joan. Barcelona: Selecta, 1961.
- Obra catalana completa, I. Novel·les de l'Ebre. Barcelona: Edicions 62, 1966.
- L'espera. Barcelona: Club Editor, 1968
- Obras selectas. Barcelona: AHR, 1973
- Entre la tierra y el mar. València: Prometeo, 1966; Barcelona: Plaza & Janés, 1975. .
- La Masia. Barcelona: Selecta, 1975 (Barcelona: Orbis, 1984)
- La tempestad. Esplugues de Llobregat: Plaza & Janés, 1978.
- El segundo del Apocalipsis. Esplugues de Llobregat: Plaza & Janés, 1981
- Memorias: los hombres de la ciudad. Barcelona: Planeta, 1982.
- Obra catalana completa (a cura d'Emili Rosales). Barcelona: Columna, 1992-1993 (3 volums).
- Viatge a l'Ebre. Barcelona: Columna-Tresmall, 1997.
- El ángel se durmió (Joan Antoni Forcadell, ed.). Benicarló: Onada Edicions, 2023.

### Teatre
- La ciutat maleïda. Barcelona: Llibreria Catalònia, 1935.
- Despertar [estrenat l'any 1936; publicat per Emili Rosales l'any 1993]
- Nausica. Barcelona: La Rosa dels Vents, 1937.

### Poesia
- Inquietud, presentat als Jocs Florals de Barcelona de 1929[11]
- Dissabte de glòria, presentat als Jocs Florals de Barcelona de 1929[12]
- Alba, presentat als Jocs Florals de Barcelona de 1929[13]
- Dues preguntes. Davant la Primavera, presentat als Jocs Florals de Barcelona de 1929[14]
- Condol, presentat als Jocs Florals de Barcelona de 1930[15]

### Biografies
- La vida trágica de Mosèn Jacinto Verdaguer. 1952 Barcelona: Planeta, 1970.
- Oscar Wilde. Madrid: Ediciones Cid, 1960.
- Pío Baroja y su tiempo. Barcelona: Planeta, 1963.
- Cervantes. Barcelona: Ediciones del Zodíaco, 1945; Barcelona: Planeta, 1971.

### Contes
- La vida de la cigueña.
- L'estel amb cua.
- Febre (1932).
- Narracions del Delta. Barcelona: Selecta, 1965.
- Totes les narracions del Delta.[16] Barcelona: Proa, 2022.

## Patrimoni Literari

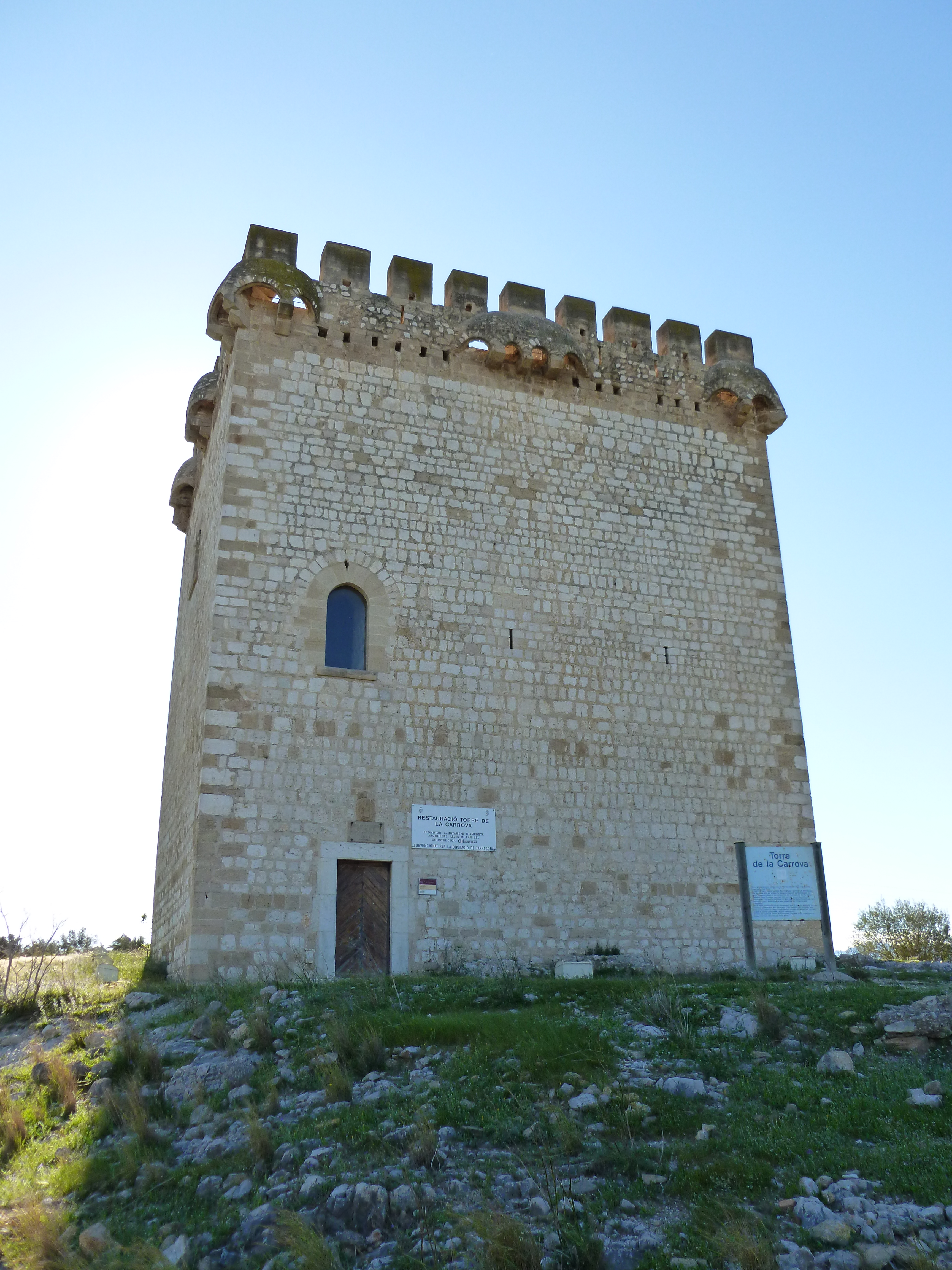
Torre de la Carrova

Espais Escrits va crear la ruta literària “L’home, la ribera i la paraula”, i el seu recorregut passa per diversos llocs on Juan Arbó va viure la seva infantesa i part de la seva joventut, que es concreta a la porta de la riba dreta de l'Ebre (el Delta del riu), una zona que va ser de gran inspiració per l'autor. Cada lloc pel qual passa la ruta està reflectit a les seves obres, així com en trobem d'altres que van tenir íntima relació amb la seva vida personal: la casa familiar, la casa Carvallo, el castell, el pont penjat, el canal, la plaça de santa Susanna, el riu, el pont de pedra... Tot i això, la senyalització de la ruta literària està pendent de concretar. Un cop fora del nucli urbà, aquell que ho vulgui pot anar a visitar la riba de l'Ebre, amb tota la seva flora i fauna de la qual es va servir Sebastià Juan per escriure les seves obres.
Juan Arbó descriu i fa referència a diferents llocs del poble d'Amposta en les seves obres. A la part baixa del poble, hi trobem la plaça d'Àuber, on hi ha una gran estàtua que dona nom a la plaça, en la qual els nens hi juguen repenjant-se; l'autor en fa referència a Camins de nit. També a Camins de nit, l'autor fa esment de la torre de la Carrova, que segons Juan Arbó és una torre molt alta, d'estil àrab, que servia en el seu moment de talaia per vigilar les entrades a l'Ebre i defensava Tortosa de les saquejades pirates. Quan l'autor escrivia sobre això, afirmava que estava en ruïnes, però que en aquell moment, una família de pagesos l'habitava. A l'obra Terres de l'Ebre també apareixen zones relacionades amb la natura de la zona com les serralades de Caro, el Montsià i la plana de l'Ebre, que són descrites de manera molt expressionista. A l'obra Los hombres de la tierra y el mar” també descriu altres ruïnes que es troben al poble d'Amposta, com la Torreta, una torre petita que servia de vigilància en les guerres carlines, algunes restes de l'antiga muralla, i l'antic castell “amb els fossars convertits en carrers estrets i enfonsats”.

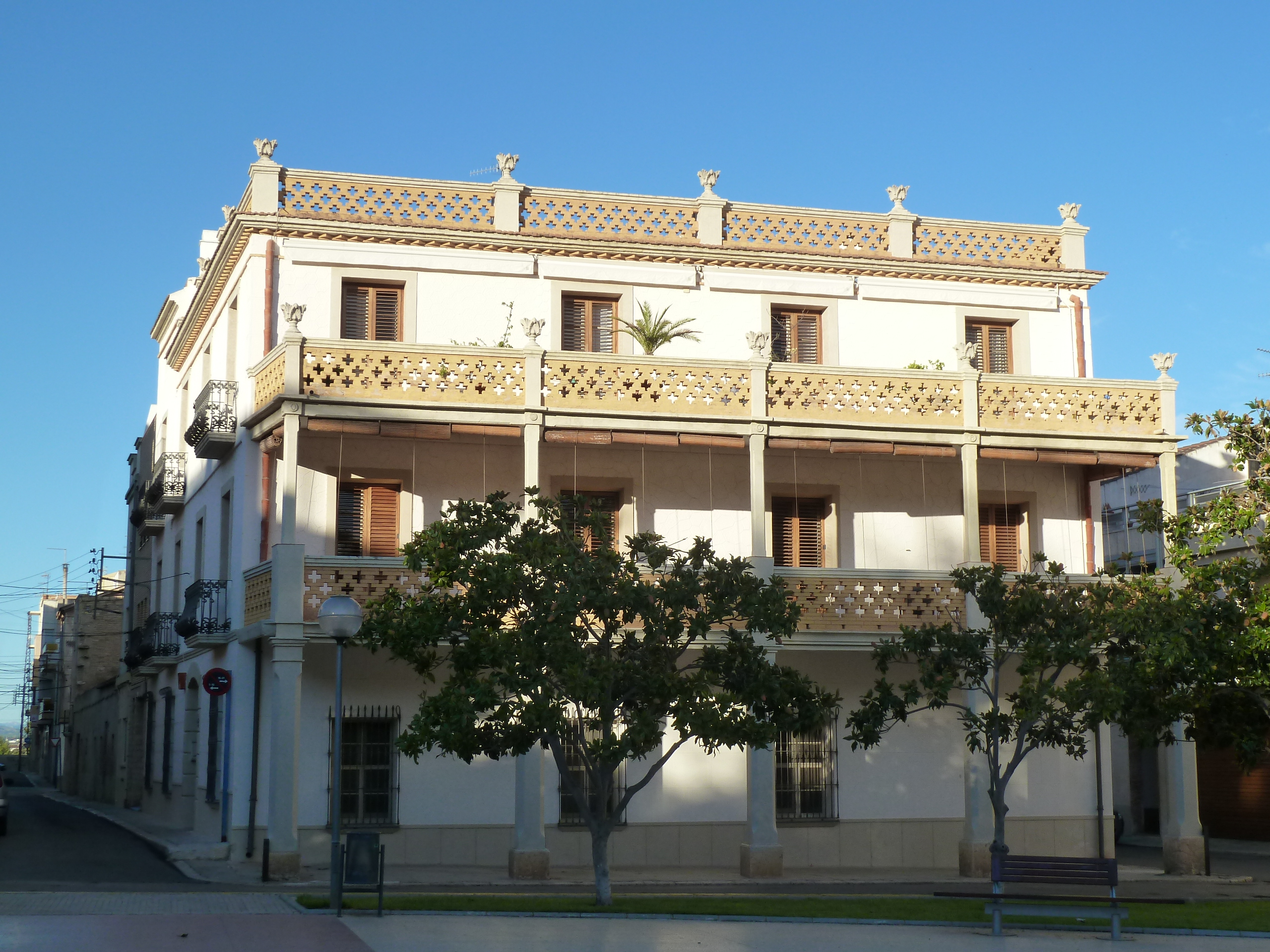
Casa Carvallo

La casa on vivia amb la seva família a Amposta també apareix reflectida en les seves obres, i la descriu com una casa “vella, d'escasses dimensions i sobrada d'incomoditats” però tot i així especial i única per ell: “...tenia, per a mi, allò que la compensava del tot: perquè des d'ella, a través de la seva finestra, es veia l'Ebre, en tota la seva amplitud, sense obstacles ni limitacions. Per a mi la major fortuna”. Això ho podem llegir a l'obra Los hombres de la tierra y el mar. La casa es troba al número 47 del carrer Grau d'Amposta, i actualment ja no s’hi pot veure l'Ebre a causa de les construccions que s'han anat fent d'alçada considerable.
Tal com ja hem vist, però, Juan Arbó no va viure sempre a aquesta casa, sinó que es va traslladar a la casa Carvallo, que es troba al número 33 fent xamfrà amb la plaça Carvallo. També a Los hombres de la tierra y el mar la descriu com una casa amb moltes finestres i balcons molt ben distribuïts, amb una terrassa molt ampla que donava a la serra del Montsià. La façana està envoltada de torretes on hi ha flors de tota classe. Tot plegat ben diferent a la casa on vivia des que va nàixer amb la seva família d'humils jornalers.

## Premis
- Premi Fastenrath, Jocs Florals de Barcelona, 1934. Per l'obra Terres de l'Ebre.[21]
- Premi Novel·listes, Ajuntament Barcelona, 1936. Per l'obra Camins de nit.[21]
- Premi Nadal de novel·la, 1948. Per l'obra Sobre las piedras grises.[21]
- Premi Inmortal Ciudad de Gerona, 1974. Per l'obra La masia[22]

## Llegat
El 17 de juny de 2014 va obrir les portes la Biblioteca Municipal Sebastià Juan Arbó com a nova biblioteca local de la Ràpita. Es tractà d'un trasllat a una nova seu amb canvi de nom. La nova biblioteca, a més, s'integrà en el Sistema de Lectura Pública de Catalunya, amb el número d'equipament 376. El 18 de gener de 2015 s'inaugura oficialment aquest equipament amb la presècnia del President de la Generalitat, Artur Mas, i el Conseller de Cultura, Ferran Mascarell. Tanmateix, aquesta és la segona biblioteca pública catalana que porta el nom de l'autor, ja que des de 1958, la Biblioteca Comarcal d'Amposta porta el nom de l'escriptor.
L'Arxiu Comarcal del Montsià i l'Arxiu Municipal de la Ràpita conserven el llegat material de l'autor: autògrafs, epistolaris, llibres amb dedicatòries, hemeroteca i biblioteca personal.